# Исмаилов, Тагир Абдурашидович
Тагир Абдурашидович Исмаилов (5 декабря 1953, село Ихрек, Рутульский район, ДАССР — 15 июня 2021, Махачкала, Дагестан, Россия) — ректор ДГТУ (2002—2018), депутат Народного Собрания РД, Заслуженный деятель науки Российской Федерации, Почётный работник высшего профессионального образования Российской Федерации, профессор, доктор технических наук (1992). Учёный и изобретатель, физик. Под его руководством этот вуз стал одним из самых престижных в России. С 2018 по 2021 год — президент ДГТУ.

## Биография
- 1975 г. — с отличием окончил физический факультет Дагестанского государственного университета
- 1976 г. — начал работать младшим научным сотрудником в Дагестанском политехническом институте (ДПТИ, с 1995 — ДГТУ)
- 1980 г. — аспирант при Ленинградском технологическом институте холодильной промышленности
- 1982 г. — стал кандидатом технических наук
- 1983 г. — ассистент, старший преподаватель и доцент Кафедры теоретической и общей электротехники Дагестанского политехнического института
- 1988 г. — Т. А. Исмаилов на конкурсной основе был избран заведующим Кафедрой теоретической и общей электротехники ДПТИ
- 1990 г. — становится доцентом ДПТИ
- 1990—1992 гг. — проходит докторантуру в Ленинградском технологическом институте холодильной промышленности
- 1992 г. — получил учёную степень доктора технических наук
- 1994 г. — становится профессором
- 1995 г. — декан факультета информатики и управления и проректора по информатизации ДГТУ
- 2001 г. — стал проректором по учебной работе и одновременно — первым проректором ДГТУ
- 2002 г. — избран единогласно коллективом вуза ректором университета[3]
- 2018—2021 гг. — президент ДГТУ[5].

## Научная деятельность
Профессор Т. А. Исмаилов является соавтором 762 научных работ. Результаты его исследований получили признание международной научной общественности. Под его руководством в ДГТУ функционирует Дагестанский филиал государственного НИИ радиоэлектронных средств и прогнозирования чрезвычайных ситуаций «Прогноз». Тагир Абдурашидович является руководителем шести научно-исследовательских работ, над выполнением которых трудится возглавляемая им проблемная научно-исследовательская лаборатория полупроводниковых термоэлектрических приборов и устройств. Профессор Исмаилов Т. А. внёс значительный вклад в развитие научных знаний в области изучения полупроводниковых термоэлектрических устройств и исследования протекающих в них электро- и теплофизических процессов. Основные результаты его научных изысканий и разработок опубликованы в 8 монографиях. Он является соавтором 955 патентов на изобретения РФ. Ряд разработанных и запатентованных приборов и устройств внедрены в производство и переданы предприятиям, учреждениям и организациям различных министерств и ведомств. Под его руководством защищено более тридцати кандидатских и четыре докторские диссертации.

## Общественная и государственная работа
Исмаилов Т. А. является Действительным членом Российской инженерной академии, Международной академии Холода (Председатель Северо-Кавказского отделения), членом Международной Нью-Йоркской академии наук, Международной академии Информатизации (Вице-президент Дагестанского отделения), Международной академии открытого образования, Заместителем Председателя Экспертного Совета по высшему и послевузовскому профессиональному образованию Комитета по образованию Государственной Думы Российской Федерации, Членом Экспертного Совета ВАК Министерства образования и науки РФ по присвоению учёных званий, Членом Совета Российского Союза ректоров, Заместителем Председателя Ассоциации инженерного образования России, Заместителем Секретаря Дагестанского регионального отделения ВПП «Единая Россия», Членом Совета по нацпроектам при Президенте РД, членом комиссии по присуждению грантов Президента по РД, Председателем двух специализированных советов по защите докторских и кандидатских диссертаций, Депутатом Народного Собрания Республики Дагестан, Председателем Совета ректоров вузов Республики Дагестан.
При активном участии и руководстве Исмаилова Т.А были подготовлены и проведены различные Международные и Всесоюзные симпозиумы и конференции. Он является главным редактором журнала «Вестник ДГТУ. Технические науки», членом редколлегии журналов «Известия вузов. Приборостроение», «Вестника международной академии холода», «Известия вузов. Радиоэлектроника» и «Известия вузов. Северо-Кавказский регион. Технические науки» и др. Член Центрального совета Всероссийского общества изобретателей и рационализаторов.

## Награды и премии
- В 1974 и 1985 Тагир Абдурашидович награждён двумя Почетными Грамотами Президиума Верховного Совета ДАССР
- Стал лауреатом премии комсомола в области науки и техники (1987)
- Награждён Бронзовой (1984) и Серебряной (1989) медалями ВДНХ СССР, знаком «Изобретатель СССР».
- Ему присвоены звания «Заслуженный изобретатель Республики Дагестан» (1993)
- «Почётный работник высшего профессионального образования Российской Федерации»
- Вручен Почетный знак и присвоено звание «Ректор года» Российской Федерации (2004, 2005, 2006, 2007, 2008, 2009, 2011, 2012, 2013, 2015, 2016 гг.)
- В номинации «За особый вклад в области науки» награждён орденом Святой Софии в г. Оксфорд (Великобритания)
- Исмаилов Т. А. включён в энциклопедии «Лучшие люди России» (2003—2010)
- Является Лауреатом Государственной премии РД за 2003 год и Лауреатом Государственной премии РД за 2015 г. в области науки и техники
- В 2003 становится Заслуженным деятелем науки Российской Федерации
- Награждён орденом за заслуги в развитии инженерного образования РФ, золотой медалью лауреата «Личность Петербурга» (2005)
- В 2007 году Указом Президента РФ Исмаилов Тагир Абдурашидович награждён орденом Почёта[3].
- Награждён высшим Орденом общественного признания «Почётный гражданин России» (2008)
- «Ученый года» Российской Федерации (2010)
- Награждён орденом «Лучший педагог России» (2010)[1]
- В 2012 году вручена Благодарность Президента РФ В. В. Путина
- В 2013 году за заслуги перед Республикой Дагестан и многолетнюю добросовестную работу награждён орденом «За заслуги перед Республикой Дагестан»

## Семья
Родители: Исмаилов Абдурашид Рашидович, участник ВОВ, историк, директор средней школы; Исмаилова Шани Абдуребовна, врач.
Сестра: — Гамзатова (Исмаилова) Светлана Абдурашидовна (25.09.1960), директор ГОУ СПО «Дербентское медицинское училище».
Жена — Исмаилова (Разаханова) Гюльнара Магомедовна, химик, преподаватель.
Дети:
- Шани, д.э.н, профессор, зав. кафедрой «Экономическая теория» (1977).
- Исли, доцент кафедры (зам. зав. кафедрой) налоги и налогообложение (1978—2014)
- Рустам, окончил ДГТУ, защитил кандидатскую диссертацию по теме «Организационно-экономические основы формирования и развития рынка услуг связи»[6] (1985).

Внук — Сабир (1997).